# Liste der Bodendenkmäler in Siegenburg
Auf dieser Seite sind die Bodendenkmäler in dem niederbayerischen Markt Siegenburg zusammengestellt. Diese Tabelle ist eine Teilliste der Liste der Bodendenkmäler in Bayern. Grundlage ist die Bayerische Denkmalliste, die auf Basis des Bayerischen Denkmalschutzgesetzes vom 1. Oktober 1973 erstmals erstellt wurde und seither durch das Bayerische Landesamt für Denkmalpflege geführt wird. Die folgenden Angaben ersetzen nicht die rechtsverbindliche Auskunft der Denkmalschutzbehörde.

## Bodendenkmäler in Siegenburg

### Bodendenkmäler in der Gemarkung Niederumelsdorf
| Lage                                  | Objekt | Akten-Nr.     | Bild |
| ------------------------------------- | --- | ------------- | ---- |
| Niederumelsdorf Siegenburg (Standort) | Turmhügel des Mittelalters. | D-2-7237-0067 |      |
| Niederumelsdorf Siegenburg (Standort) | Siedlung der Stichbandkeramik und der Urnenfelderzeit. | D-2-7237-0068 |      |
| Niederumelsdorf Siegenburg (Standort) | Siedlung der Linear- und Stichbandkeramik sowie der Gruppe Oberlauterbach. | D-2-7237-0069 |      |
| Niederumelsdorf Siegenburg (Standort) | Siedlung vor- und frühgeschichtlicher Zeitstellung. | D-2-7237-0070 |      |
| Niederumelsdorf Siegenburg (Standort) | Verebnetes viereckiges Grabenwerk mit zwei Gräben vor- und frühgeschichtlicher Zeitstellung. | D-2-7237-0071 |      |
| Niederumelsdorf Siegenburg (Standort) | Verebnetes viereckiges Grabenwerk mit zwei Gräben vor- und frühgeschichtlicher Zeitstellung. | D-2-7237-0072 |      |
| Niederumelsdorf Siegenburg (Standort) | Siedlung vor- und frühgeschichtlicher Zeitstellung. | D-2-7237-0073 |      |
| Niederumelsdorf Siegenburg (Standort) | Siedlung vor- und frühgeschichtlicher Zeitstellung. | D-2-7237-0074 |      |
| Niederumelsdorf Siegenburg (Standort) | Siedlung vor- und frühgeschichtlicher Zeitstellung. | D-2-7237-0075 |      |
| Niederumelsdorf Siegenburg (Standort) | Siedlung vor- und frühgeschichtlicher Zeitstellung. | D-2-7237-0076 |      |
| Niederumelsdorf Siegenburg (Standort) | Siedlung vor- und frühgeschichtlicher Zeitstellung. | D-2-7237-0077 |      |
| Niederumelsdorf Siegenburg (Standort) | Siedlung vor- und frühgeschichtlicher Zeitstellung. | D-2-7237-0078 |      |
| Niederumelsdorf Siegenburg (Standort) | Verebneter Grabhügel mit Kreisgraben vorgeschichtlicher Zeitstellung. | D-2-7237-0079 |      |
| Niederumelsdorf Siegenburg (Standort) | Siedlung vor- und frühgeschichtlicher Zeitstellung. | D-2-7237-0080 |      |
| Niederumelsdorf Siegenburg (Standort) | Verebnetes Grabenwerk und Siedlung vor- und frühgeschichtlicher Zeitstellung. | D-2-7237-0081 |      |
| Niederumelsdorf Siegenburg (Standort) | Siedlung vor- und frühgeschichtlicher Zeitstellung. | D-2-7237-0082 |      |
| Niederumelsdorf Siegenburg (Standort) | Siedlung vor- und frühgeschichtlicher Zeitstellung. | D-2-7237-0083 |      |
| Niederumelsdorf Siegenburg (Standort) | Siedlung vor- und frühgeschichtlicher Zeitstellung. | D-2-7237-0084 |      |
| Niederumelsdorf Siegenburg (Standort) | Siedlung vor- und frühgeschichtlicher Zeitstellung. | D-2-7237-0085 |      |
| Niederumelsdorf Siegenburg (Standort) | Siedlung vor- und frühgeschichtlicher Zeitstellung. | D-2-7237-0086 |      |
| Niederumelsdorf Siegenburg (Standort) | Verebnetes Grabenwerk vor- und frühgeschichtlicher Zeitstellung. | D-2-7237-0087 |      |
| Niederumelsdorf Siegenburg (Standort) | Untertägige mittelalterliche und frühneuzeitliche Befunde im Bereich der Katholischen Pfarrkirche St. Ulrich in Niederumelsdorf, darunter die Spuren von Vorgängerbauten bzw. älteren Bauphasen sowie die Spuren der abgegangenen Kapelle St. Leodegar. | D-2-7237-0139 |      |
| Niederumelsdorf Siegenburg (Standort) | Untertägige mittelalterliche und frühneuzeitliche Befunde im Bereich der abgegangenen Katholischen Kirche St. Johannes in Oberumelsdorf. | D-2-7237-0257 |      |
| Niederumelsdorf Siegenburg (Standort) | Untertägige mittelalterliche und frühneuzeitliche Befunde im Bereich der abgegangenen Katholischen Kirche St. Leodegar in Niederumelsdorf. | D-2-7237-0259 |      |

### Bodendenkmäler in der Gemarkung Siegenburg
| Lage                  | Objekt | Akten-Nr.     | Bild |
| --------------------- | --- | ------------- | ---- |
| Siegenburg (Standort) | Verebnetes Grabenwerk vor- und frühgeschichtlicher Zeitstellung. | D-2-7237-0090 |      |
| Siegenburg (Standort) | Siedlung vor- und frühgeschichtlicher Zeitstellung. | D-2-7237-0116 |      |
| Siegenburg (Standort) | Untertägige mittelalterliche und frühneuzeitliche Befunde im Bereich der 1894 abgebrochenen Katholischen Pfarrkirche St. Nikolaus und der Kapelle St. Anton bzw. St. Sebastian sowie Spuren des aufgelassenen historischen Ortsfriedhofs in Siegenburg. | D-2-7237-0263 |      |
| Siegenburg (Standort) | Untertägige Befunde im Bereich des frühneuzeitlichen Schlosses in Siegenburg, zuvor mittelalterliche Niederungsburg. | D-2-7237-0264 |      |

### Bodendenkmäler in der Gemarkung Tollbach
| Lage                           | Objekt | Akten-Nr.     | Bild |
| ------------------------------ | --- | ------------- | ---- |
| Tollbach Siegenburg (Standort) | Siedlung vor- und frühgeschichtlicher Zeitstellung. | D-2-7237-0091 |      |
| Tollbach Siegenburg (Standort) | Siedlung vor- und frühgeschichtlicher Zeitstellung. | D-2-7237-0092 |      |
| Tollbach Siegenburg (Standort) | Untertägige mittelalterliche und frühneuzeitliche Befunde im Bereich der Katholischen Filialkirche St. Maria in Tollbach, darunter die Spuren von Vorgängerbauten bzw. älteren Bauphasen. | D-2-7237-0252 |      |

### Bodendenkmäler in der Gemarkung Train
| Lage                                  | Objekt                                              | Akten-Nr.     | Bild |
| ------------------------------------- | --------------------------------------------------- | ------------- | ---- |
| Train Train (Niederbayern) (Standort) | Siedlung vor- und frühgeschichtlicher Zeitstellung. | D-2-7237-0095 |      |